# Xanthotoxol
Xanthotoxol es una furanocumarina. Es uno de los ingredientes más activos de Cnidium monnieri.

## Metabolismo
- Xanthotoxol O-methyltransferase (8-hydroxyfuranocoumarin 8-O-methyltransferase) es una enzima que utiliza S-adenosyl methionina y xanthotoxol para producir S-adenosylhomocysteina y O-methylxanthotoxol (xanthotoxina o methoxsalena).